# Kim Min-tae
Kim Min-tae (26 novembre 1993) è un calciatore sudcoreano, difensore o centrocampista dello Shonan Bellmare, di cui è capitano.

## Caratteristiche tecniche
È un difensore centrale.

## Carriera

### Nazionale
Viene convocato per le Olimpiadi 2016 in Brasile, nelle quali gioca una partita.

## Palmarès

### Club

#### Competizioni nazionali
- Coppa J. League: 1

Nagoya Grampus: 2021